# Софія Елізабет Бреннер
Софія Елізабет Бреннер (швед. Sophia Elisabet Brenner; 1659—1730) — шведська письменниця, поетеса, «шведська Сапфо».
Була проти усталеного погляду на жінок у XVIII столітті; стала першою шведською літературною письменницею і піонером жіночого інтелектуального звільнення.

## Життєпис
Народилася 29 квітня 1659 року у Стокгольмі в сім'ї Нікласа Вебера (Niklas Weber) і його дружини Христини Спур (Kristina Spoor), що походили з Німеччини.
Софія отримала гарну освіту в Стокгольмі в німецькій школі для хлопчиків. Досить вільно вивчила шість мов, вже в юності писала вірші шведською, німецькою, французькою, італійською та голландською мовами, а також латиною. Трохи знала й англійську. Вона була однією з перших учениць Швеції, яка йде по стопах Урсули Агріколи та Марії Палмгрен. У 1680 році вона вийшла заміж за Еліаса Бреннера, відомого художника-мініатюриста і батька шведської нумізматики. У них у сім'ї народилося 15 дітей.

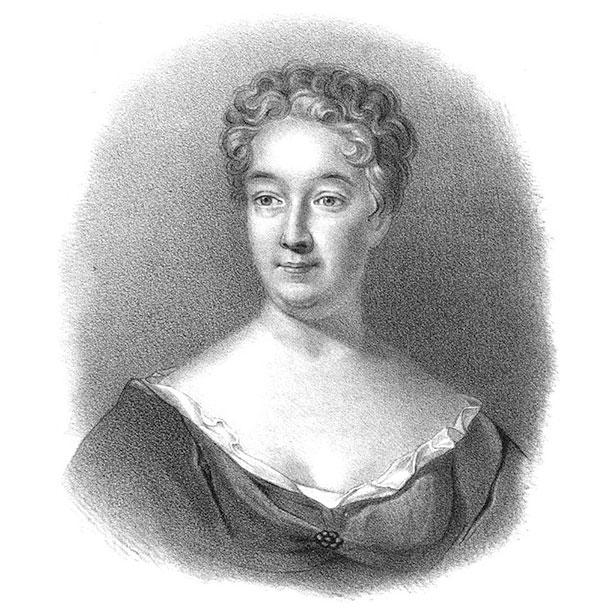
Софія Бреннер на літографії Йохана Кардона

В коло друзів подружжя Бреннер входили Аврора фон Кенігсмарк, Анна Марія Эренстраль, Йохан Руниус, Урбан Йерне і Петрус Тиллеус[sv] — люди, які були захоплені поезією. У 1713 році Софія опублікувала свій перший збірник віршів «Poetiske dikter» і стала першою жінкою, що написала й вірші надрукувала шведською мовою.
Вона вивчала нідерландську, французьку та італійську поезію і писала вірші на цих мовах, крім голландської, але найпоширеніша мова її творів — німецька. Більшість її віршів присвячувалася весіллям, похорону та іншим подіям, пов'язаним з публічними персонами. Софія Бреннер була названа першою феміністкою у Швеції через її поему «Det Qwinliga Könetz rätmätige Förswar», написану в 1693 році. Також вона писала і прозові твори.
Померла 14 вересня 1730 року в Стокгольмі.
У Національній портретній галереї Швеції в Грипсхольмі, що відкрилася в 1822 році, Софія Елізабет Бреннер була поміж перших шести жінок шведської історії, портрети яких з'явилися в колекції галереї, поряд з Бригітою Шведською, Гедвігой Шарлоттою Норденфліхт, Барбро Стигсдоттер, Софією Елеонорою Розенхейн і Венделою Шютте.

## Вибрана бібліографія
- Det Qwinliga Könetz rätmätige Förswar, 1693.
- Poetiske Dikter, 1709.
- Vårs Herres och Frälsares Jesu Christi alldra heligaste Pijnos Historia rijmvijs betraktad, 1727.
- Samlade vitterhetsarbeten af svenska författare från Stjernhjelm till Dalin.
- Samlade dikter.
- Letters of learned a lady : Sophia Elisabeth brenner's correspondence, with an edition of her letters to and from Otto Sperling the Younger.